# Oleksandr Kobec'
Oleksandr Ihorovyč Kobec' (in ucraino Олександр Ігорович Кобець?; Novomoskovs'k, 15 aprile 1996) è un cestista ucraino.

## Palmarès
- Campionato ucraino: 1

Čerkasy Mavpy: 2017-18